# Stadion Czornomoreć w Odessie

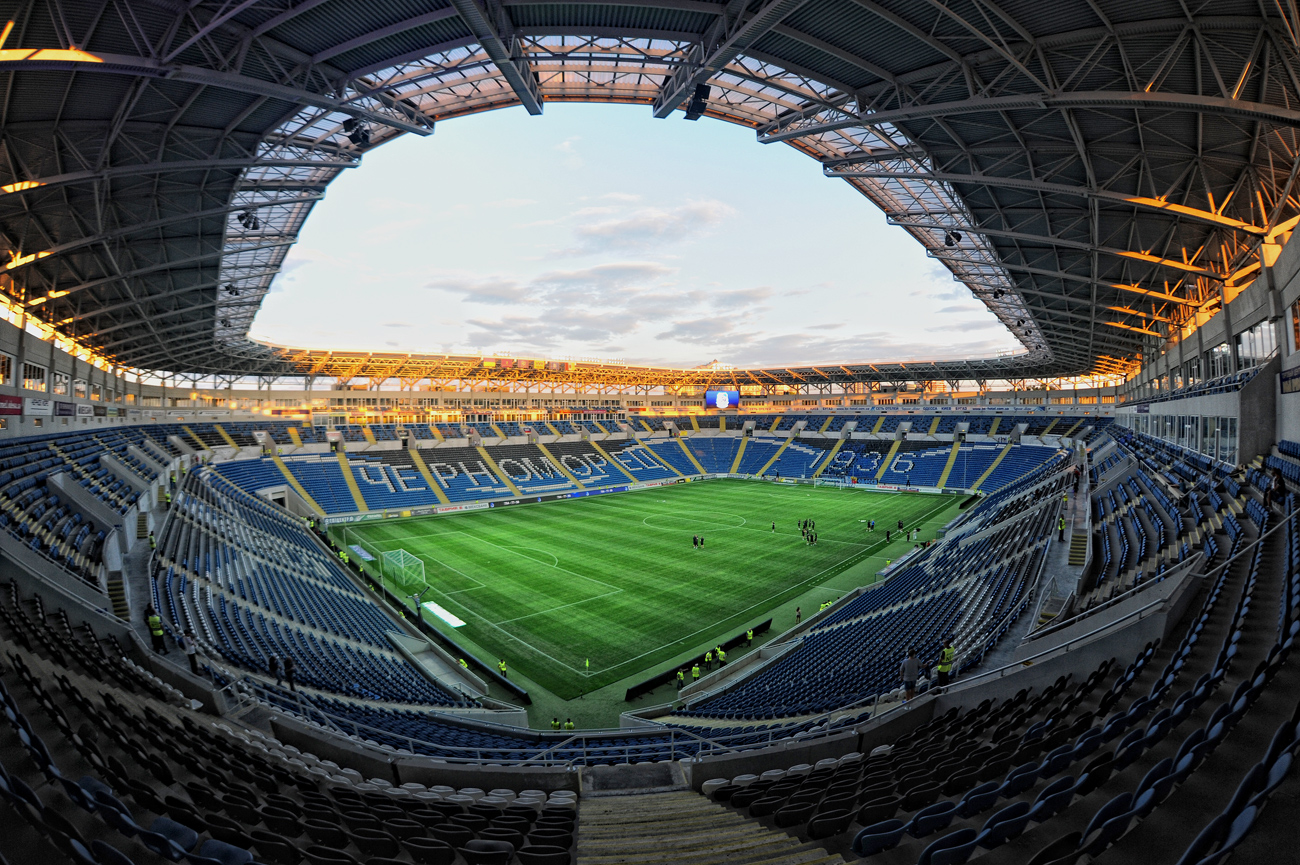
Wnętrze stadionu

Stadion Czornomorca Odessa (ukr. Центральний стадіон «Чорноморець») – wielofunkcyjny stadion w Odessie.
Używany jest głównie do organizacji meczów piłkarskich; jest stadionem drużyny Czornomoreć Odessa. Stadion, zbudowany w 1936, może pomieścić 28 164 osoby. Do 2003 nazywał się Centralny Stadion „Czornomorskiej Żeglugi Morskiej” (ukr. Центральний стадіон «Чорноморського морського пароплавства»). Na tym stadionie corocznie, od 2004 roku, organizowany jest mecz o Superpuchar Ukrainy.
W 2008 roku zaczęła się tułaczka Czornomorca po innych obiektach, bo ruszyła zmiana starego stadionu na nowy. Po szybkiej rozbiórce dawnych nasypów, właściwa budowa długo nie nabierała tempa. W pewnym momencie została wstrzymana, a inwestycję mieli przejąć chińscy wykonawcy. Nie pomógł też fakt, że obiekt pierwotnie awizowany jako arena Euro 2012 stracił ten status po usunięciu Odessy, Dniepropietrowska, Chorzowa i Krakowa z listy miast-gospodarzy.
Budowa weszła w decydujący etap w lipcu 2011, kiedy tempo prac przyśpieszyło bardzo znacząco i w ciągu 4 miesięcy wykonano olbrzymią pracę, by umożliwić inaugurację jeszcze w 2011 roku. Oficjalnie budowa zakończyła się 10 listopada. Koszt miał wynieść 86 mln € (ok. 350 mln zł), ale szacunki sprzed budowy okazały się optymistyczne. Mówi się, że ostateczna cena budowy to ok. 2,4 mld hrywien, czyli ogromna suma aż 980 mln zł.
Pierwszy mecz, przeciwko Karpatom Lwów oglądało 31 036 widzów, a poza otwarciem nowego stadionu klub świętował swoje 75. urodziny i 50. rocznicę zdobycia mistrzostwa.
Architektura stadionu, choć wyszła z niemieckiego biura projektowego, jest typowa dla Odessy. Bryła stadionu to kolejna w tej metropolii próba połączenia tradycji z nowoczesnością – bogato zdobione kolumnady przeplatają się tu ze szklanymi taflami. Trybuny podzielono na dwa poziomy, a na koronie stadionu znalazło się 20 lóż z możliwością budowy kolejnych.